# Saprinus politus politus
Saprinus politus politus é uma subespécie de insetos coleópteros polífagos pertencente à família Histeridae.
A autoridade científica da subespécie é Brahm, tendo sido descrita no ano de 1790.
Trata-se de uma subespécie presente no território português.